# Rollainville
Rollainville – miejscowość i gmina we Francji, w regionie Grand Est, w departamencie Wogezy.
Według danych na rok 1990 gminę zamieszkiwało 297 osób, a gęstość zaludnienia wynosiła 37 osób/km² (wśród 2335 gmin Lotaryngii Rollainville plasuje się na 753. miejscu pod względem liczby ludności, natomiast pod względem powierzchni na miejscu 746.).